# Severino Boezio
(Boezio, citato da Umberto Eco ne Il nome della rosa)
Anicio Manlio Torquato Severino Boezio (in latino Anicius Manlius Torquatus Severinus Boethius; Roma, 475/477 – Pavia, 524/526) è stato un filosofo e senatore romano.
Noto come Severino Boezio, o anche solo come Boezio, con le sue opere ha avuto una profonda influenza sulla filosofia cristiana del Medioevo, tanto che alcuni lo collocano tra i fondatori o precursori della Scolastica, in particolare della celebre disputa sugli universali. Fu principale collaboratore del re Teodorico, ricoprendo la carica di magister officiorum  (settembre 522 - agosto 523). Boezio, nel clima di rilancio della cultura che la pace rese possibile durante il regno del re goto, concepì l'ambizioso progetto di tradurre in latino le opere di Platone e di Aristotele. Teodorico, nei suoi ultimi anni, divenne sospettoso di tradimenti e congiure, e Severino venne imprigionato a Pavia e condannato a morte nel 524.
Mentre era in carcere, Boezio compose La consolazione della filosofia, un trattato filosofico sulla fortuna, la morte e altre questioni, che divenne una delle opere più popolari e influenti del Medioevo. Il suo trattato sulla musica De institutione musica fu estremamente influente sulla musica medievale, sia sulla teoria che sulla pratica; fu lo scritto medievale più diffuso sulla musica. Come autore di numerosi manuali e traduttore di Platone e Aristotele dal greco antico al latino divenne il principale intermediario tra l'antichità classica e i secoli successivi.
Papa Leone XIII ne approvò il culto per la Chiesa in Pavia, che ne custodisce i resti nella basilica di San Pietro in Ciel d'Oro e lo festeggia il 23 ottobre.

## Biografia

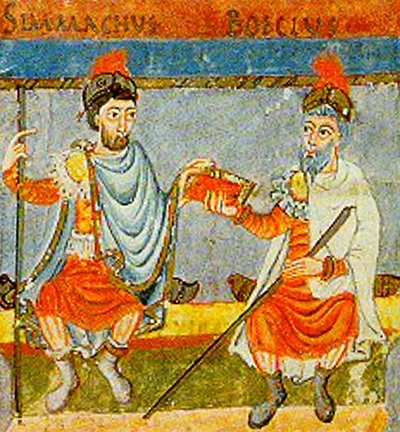
Boezio raffigurato col proprio suocero, Quinto Aurelio Memmio Simmaco, nobile e letterato romano.

Boezio nacque a Roma, intorno al 475/477 (la sua esatta data di nascita non ci è pervenuta con certezza), in una facoltosa famiglia patrizia appartenente alla gens Anicia (la stessa a cui erano appartenuti gli imperatori Petronio Massimo e Anicio Olibrio e molti consoli repubblicani, oltreché i futuri san Gregorio Magno e san Benedetto da Norcia). La gens Anicia vantava una discendenza femminile dall'arcaica gens Iulia, a cui erano appartenuti Giulio Cesare e gli imperatori giulio-claudii. Suo nonno, un senatore da cui prese il proprio nome, fu nominato prefetto del pretorio d'Italia e morì nel 454, durante la congiura di palazzo contro il magister militum Flavio Ezio. Il padre di Boezio, Manlio Boezio, nominato console nel 487, morì quando Boezio era ancora giovane. Un altro patrizio, Quinto Aurelio Memmio Simmaco, adottò e allevò Boezio, instillandogli l'amore per la letteratura e la filosofia. Boezio era imparentato anche con lo scrittore Magno Felice Ennodio.
Boezio sposò in seconde nozze la figlia del padre adottivo, Rusticiana, intorno al 495; la coppia ebbe due figli, Flavio Boezio e Simmaco, che proseguirono la tradizione di famiglia di ricoprire ruoli prestigiosi diventando entrambi consoli nel 522.
L'evento fondante della vita politica di Boezio fu la vittoria (493) del re degli Ostrogoti Teodorico il Grande su Odoacre, re degli Eruli e sovrano d'Italia; fu l'inizio del regno degli Ostrogoti sull'Italia (con Ravenna come capitale e Pavia e Verona come sedi reali) e della difficile convivenza tra questi e la popolazione romana.
Boezio studiò alla scuola di Atene, retta dallo scolarca Isidoro di Alessandria, dove si insegnavano soprattutto Aristotele e Platone insieme con le quattro scienze fondamentali per la comprensione della filosofia platonica: l'aritmetica, la geometria, l'astronomia e la musica; qui conobbe forse il giovane e futuro grande commentatore di Aristotele, Simplicio. S'iniziava con lo studio della logica aristotelica, preceduta dall'introduzione, l'Isagoge, di Porfirio; è il piano che Boezio seguirà nel compito che un giorno vorrà assumersi di tradurre in latino, commentare e accordare i due pensatori greci.
Al periodo intorno al 502 si fa risalire l'inizio della sua attività letteraria e filosofica: scrisse i trattati del quadrivio, ossia le quattro scienze fondamentali del tempo, rispettivamente il De institutione arithmetica, il De institutione musica, e i perduti De institutione geometrica e De institutione astronomica. Qualche anno dopo tradusse dal greco in latino e commentò l'Isagoge di Porfirio e un'introduzione alle Categorie di Aristotele, che avrà enorme diffusione nei secoli a venire, andando a costituire la base del sapere filosofico alto-medievale (insieme al commento di Calcidio al Timeo platonico, e a quello di Macrobio al Somnium Scipionis).
La sua erudizione era ben nota e apprezzata: nel 507 Teodorico lo interpellò riguardo alla richiesta ricevuta dal re burgundo Gundobado per un orologio ad acqua, e menzionò la sua conoscenza del greco e la sua opera di traduzione dal greco al latino; quello stesso anno Teodorico consultò Boezio riguardo a un suonatore di lira, richiestogli dal sovrano franco Clodoveo I, in quanto era al corrente della conoscenza della teoria musicale da parte dell'erudito romano.
La fama così ottenuta gli procurò il rango di patricius (già nel 507) e nel 510 la nomina al consolato sine collega da parte della corte imperiale di Costantinopoli, carica biennale che gli dà diritto a un seggio permanente nel Senato romano.
Da questi anni fino al 520 tradusse e commentò le Categorie e il De interpretatione di Aristotele, scrisse il trattato teologico Contra Eutychen et Nestorium, il perduto commento ai Primi analitici di Aristotele, un De syllogismis categoricis, un De divisione, gli Analytica posteriora, un De hypotheticis syllogismis, la traduzione, perduta, dei Topica di Aristotele e un commento ai Topica di Cicerone. Partecipò ai dibattiti teologici del tempo: intorno al 520 compose il De Trinitate, dedicato al nonno Simmaco, l'Utrum Pater et Filius et Spiritus Sanctus de divinitate substantialiter praedicentur, il Quomodo substantiae in eo quod sint bonae sint, cum non sint substantialia sint. L'interesse di Boezio e di molta parte del patriziato romano per i problemi teologici che avevano il loro centro soprattutto in Oriente, con i dibattiti sull'arianesimo, misero in allarme Teodorico, che sospettava un'intelligenza politica della classe senatoria romana con l'Impero, la cui ostilità verso i Goti ariani era sempre stata appena malcelata.
Appena terminati i De sophisticis elenchis, perduti, e i De differentiis topicis, Boezio fu chiamato alla corte di Teodorico, per discutere della non facile convivenza fra gli elementi gotici e italici della popolazione. Nel 522 i suoi due figli ebbero l'onore del consolato; in tale occasione Boezio pronunciò un panegirico in onore di Teodorico di fronte al Senato romano. Nel settembre di quello stesso anno fu nominato magister officiorum, carica che tenne fino all'agosto successivo, e Boezio stesso elenca tra gli atti che compì in tale carica, l'aver impedito ad alcuni militari ostrogoti di vessare i deboli, l'aver osteggiato la pesante tassazione che gravava sulla Campania in periodo di carestia, l'aver salvato le proprietà di Paolino, l'aver difeso da un processo ingiusto l'ex-console Albino; proprio quest'ultima azione causò la caduta in disgrazia di Boezio, e la composizione della sua opera più famosa.

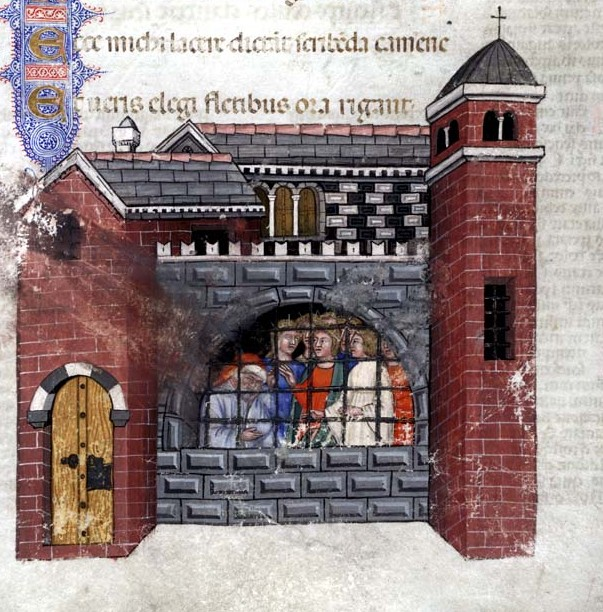
Boezio in prigione, miniatura, 1385.

Era infatti accaduto che a Pavia il referendarius Cipriano aveva sequestrato alcune lettere dirette alla corte di Bisanzio, in base alle quali Cipriano accusò il nobile romano Albino di complottare ai danni di Teodorico. Boezio difese Albino, affermando che le accuse di Cipriano erano false, e che se Albino era colpevole, allora lo erano anche Boezio stesso e tutto il Senato. Gli furono avanzate nuove accuse fondate su sue lettere, forse falsificate, nelle quali Boezio avrebbe sostenuto la necessità di «restaurare la libertà di Roma»; fu allora sostituito nella sua carica da Cassiodoro e, nel settembre 524, incarcerato a Pavia con l'accusa di praticare arti magiche; qui ebbe inizio la composizione della sua opera più nota, il De consolatione philosophiae.

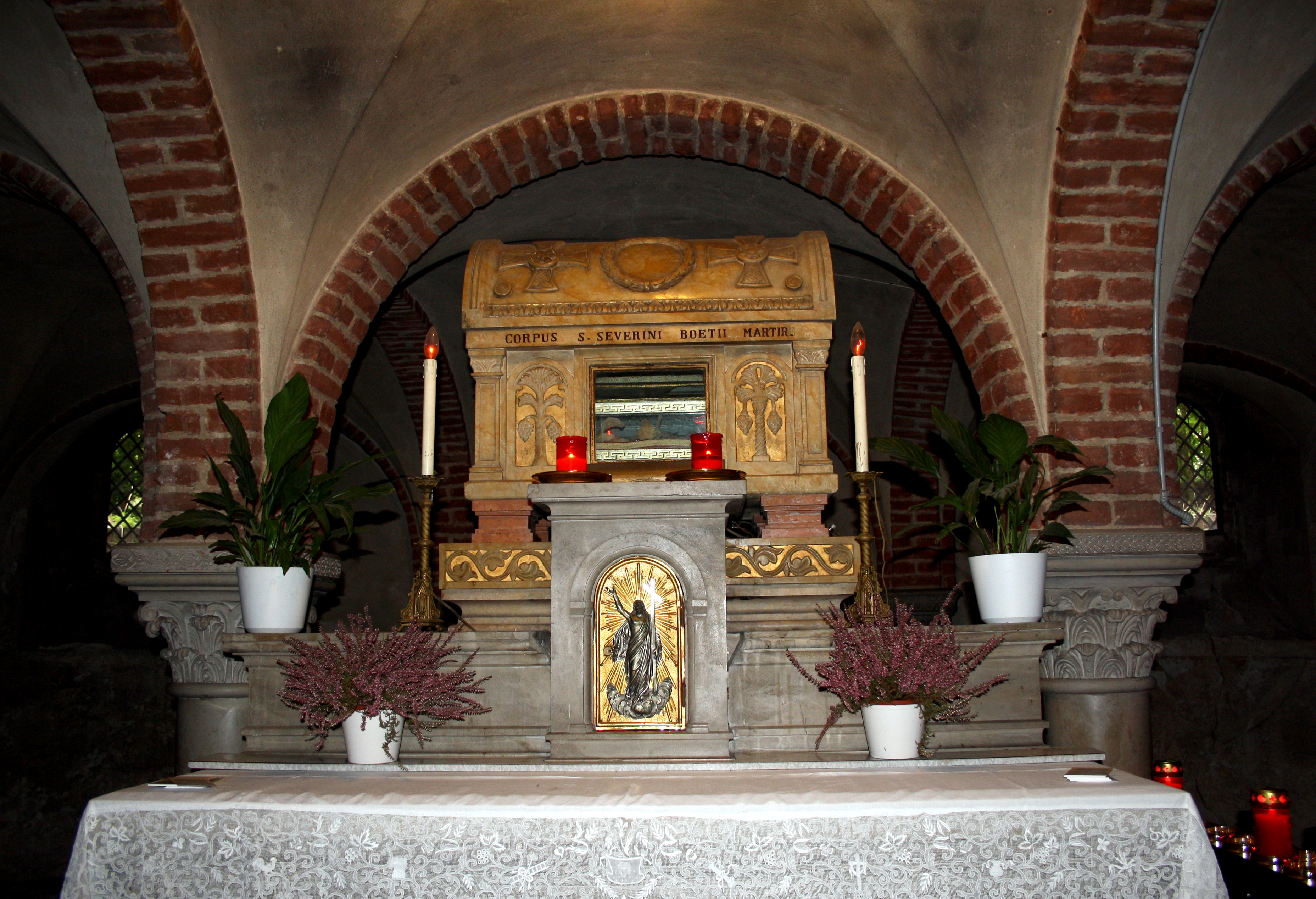
La tomba di Severino Boezio nella Basilica di San Pietro in Ciel d'Oro a Pavia.

Boezio fu giudicato a Roma da un collegio di cinque senatori, estratti a sorte, presieduto dal praefectus urbi Eusebio. Questi, nell'estate del 525, notificò la sentenza di condanna a morte di Boezio, che fu ratificata da Teodorico ed eseguita presso Pavia, nell'Ager Calventianus, una località che non si è potuta identificare con certezza.
Il cronista Anonimo Valesiano riporta che fu giustiziato "con una corda attorcigliata alla testa fino a fargli schizzare gli occhi, e finito a bastonate." Secondo alcuni studiosi, l'Ager Calventianus sarebbe da identificare con la scomparsa località di Calvenza, presso Villaregio dove, nel XIX secolo, venne scoperta una grande epigrafe del VI secolo,  ora conservata nei Musei Civici di Pavia, che fu forse la lastra tombale di Boezio.
Lo storico bizantino Procopio racconta che, poco dopo l'esecuzione di Boezio e Simmaco, a Teodorico fu servito un pesce di sproporzionate dimensioni nella cui testa gli parve di vedere il teschio del secondo che lo fissava minaccioso. Sconvolto, Teodorico si ammalò e morì poco dopo in preda ad allucinazioni e rimorsi. Un'altra leggenda post mortem di Boezio narra che un cavallo nero si presentò a Teodorico che volle a forza montarlo. Il cavallo, insensibile alle redini, iniziò a correre con il cavaliere incollato alla sella, finché giunse ad un vulcano italiano (Etna secondo la tradizione medievale della Kaiserchronik del XII secolo,  o Lipari -reggia del dio Vulcano- secondo la versione di Giosuè Carducci) rovesciò Teodorico nel suo cratere.
Severino Boezio ebbe due mogli. La prima fu la poetessa siciliana Elpide, morta nel 504. La seconda fu Rusticiana.

## Il pensiero di Boezio

### Le discipline filosofiche

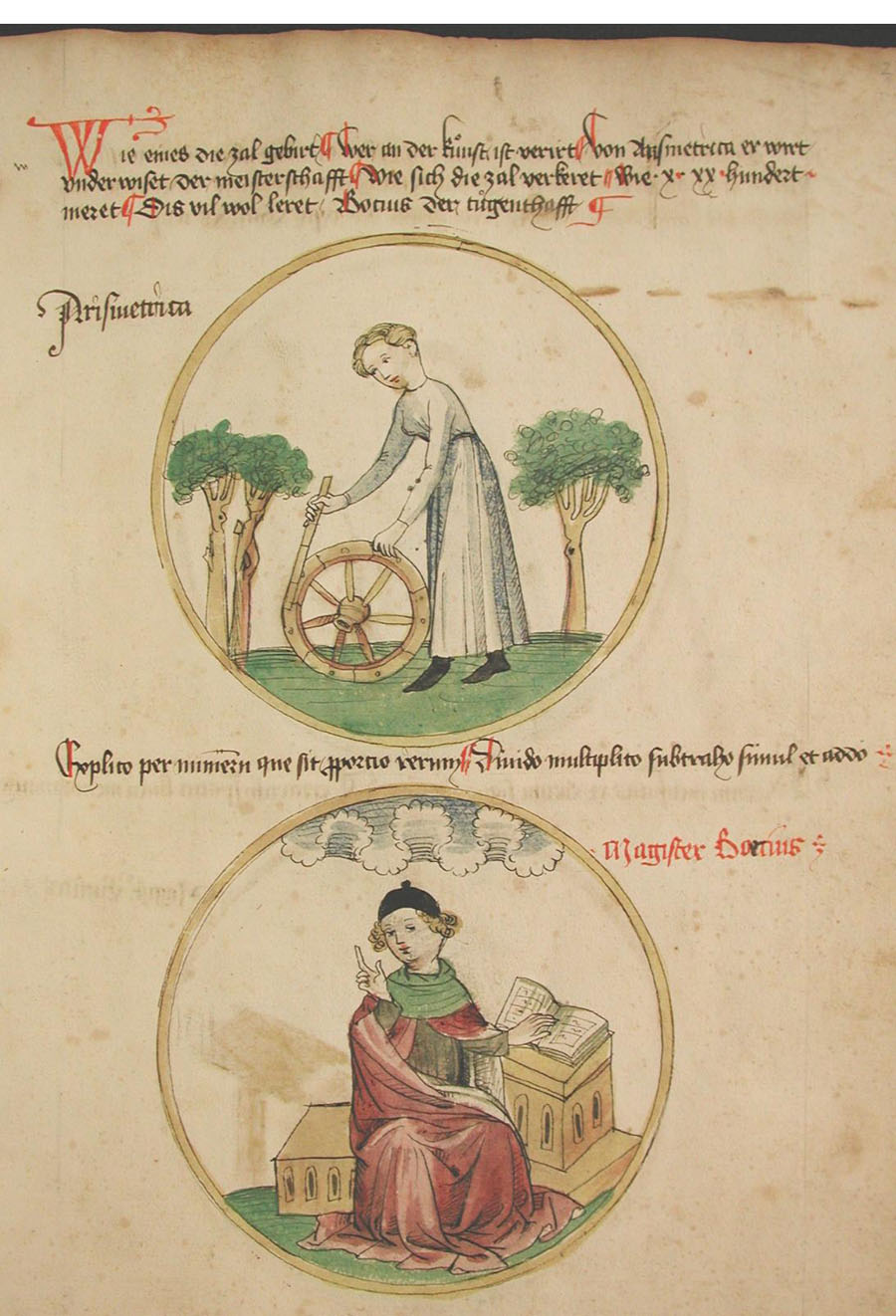
Boezio e l'Aritmetica in un manoscritto tedesco del XV secolo

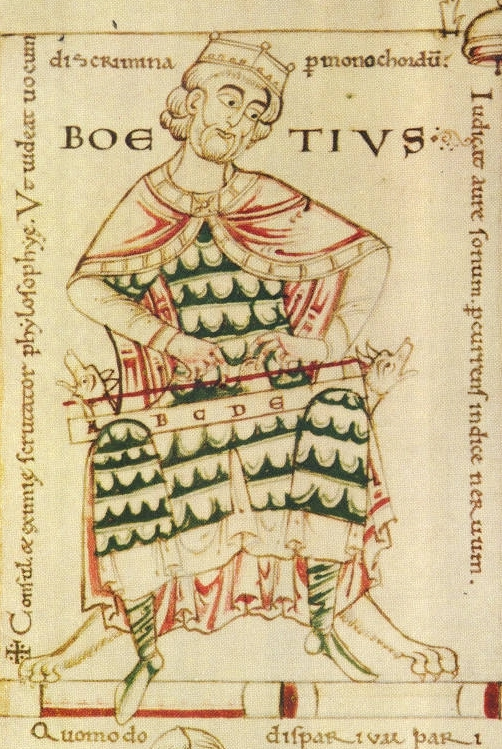
Boezio in un'illustrazione del XII secolo del De institutione musica, Cambridge University.

Consapevole della crisi della cultura latina del suo tempo, Boezio avvertì la necessità di tramandare e conservare le conoscenze elaborate nel mondo greco. Data alla filosofia la definizione di amore della sapienza, da lui intesa come causa della realtà e perciò sufficiente a sé stessa, la filosofia, come amore di quella, è anche amore e ricerca di Dio, che è la sapienza assoluta. La filosofia è conoscenza di tre tipi di esseri. Gli intellettibili - termine tratto da Mario Vittorino - sono gli esseri immateriali, concepibili solo dall'intelletto, senza l'ausilio dei sensi, come Dio, gli angeli, le anime; il ramo della filosofia che di questi si occupa è propriamente la teologia.
Gli intelligibili sono invece gli esseri presenti nelle realtà materiali, le quali sono percepite dai sensi ma quelli sono concepibili dall'intelletto: gli intelligibili sono dunque gli intellettibili in forma materiale. La natura è infine oggetto della fisica, suddivisa in sette discipline: quelle del quadrivium - aritmetica, geometria, musica e astronomia - e del trivium - grammatica, logica e retorica. Le scienze del quadrivio sono per Boezio i quattro gradi che portano alla sapienza: il quadrivio «deve essere percorso da coloro la cui mente superiore può essere sollevata dalla sensazione naturale agli oggetti più sicuri dell'intelligenza». La prima delle discipline del quadrivio, «il principio e la madre» delle altre è, per Boezio, l'aritmetica; il De institutione arithmetica, scritta intorno al 505 e dedicata al suocero Simmaco, è ripresa dall'Introduzione all'Aritmetica di Nicomaco di Gerasa.
Nel suo De institutione musica, la cui fonte sono gli Elementi armonici di Tolomeo e un'opera perduta di Nicomaco di Gerasa, distingue tre generi di musica: una musica cosmica, mundana, che non è percepibile dall'uomo ma deve derivare dal movimento degli astri, dal momento che l'universo, secondo Platone, è strutturato sul modello degli accordi musicali, la cui armonia è fondata sull'equilibrio dei quattro elementi presenti in natura - acqua, aria, terra e fuoco; una musica humana, espressione della mescolanza, nell'uomo, dell'anima e del corpo e derivante dal rapporto fra l'elemento fisico e l'elemento intellettuale e pertanto percepibile con un'attività di introspezione in noi stessi; la musica ha una profonda influenza sulla vita umana: è l'armonia dell'uomo con sé stesso e di sé con il mondo. Infine, esiste naturalmente la musica pratica, strumentale, musica instrumentis constituta, ottenuta dalle vibrazioni degli strumenti e dalla voce. Le altre due opere di geometria e di astronomia, tratte dagli Elementi di Euclide e dall'Almagesto di Tolomeo, sono andate perdute.

### La logica
L'acquisizione delle discipline del trivium - grammatica, retorica e logica - è utile per esprimere al meglio la conoscenza che già si possiede. La logica di Boezio è in sostanza un commento della logica di Aristotele, dal momento che egli segue l'Isagoge, il commento alla logica aristotelica del neoplatonico Porfirio, che Boezio conobbe dapprima nella traduzione latina di Vittorino e poi direttamente dal testo greco di Porfirio, oltre a tradurre le Categorie e il De interpretatione di Aristotele. Le categorie, secondo Aristotele, sono i diversi significati che i termini (όροι) usati in una discussione possono assumere; un medesimo vocabolo - per esempio uomo - può significare un uomo reale, l'uomo in generale, un uomo rappresentato in una scultura; per evitare confusioni, al termine "uomo", che è una categoria sostanza, aggiungendo altre nove categorie, ossia colore, quantità, qualità, relazione, luogo, tempo, situazione, stato, azione e passione, un discorso, che ha per soggetto la sostanza "uomo", sarà chiaramente individuato.
Al soggetto sostanza si possono unire dei predicati, distinti da Aristotele in cinque modi diversi: il genere, la specie, la differenza, la proprietà e l'accidente. Il genere è il predicato più generale di un soggetto: al soggetto "Socrate" appartiene allora il genere "animale" e, caratterizzando più in particolare con l'indicare la specie come sottoclasse del genere, si potrà dire che Socrate è un animale di specie "uomo". Le sostanze "prime", quelle che indicano le cose, gli oggetti sensibili, esistono di per sé, secondo Aristotele, mentre il genere e la specie sono indicate da Aristotele come sostanze "seconde", e non è chiaro se esse esistano di per sé. A questo proposito «non dirò», scrive Porfirio, «riguardo ai generi e alle specie, se siano sostanze esistenti per sé, o se siano semplici pensieri; se siano realtà corporee o incorporee; se siano separate dai sensibili ovvero poste in essi. Poiché questa è impresa molto ardua, che ha bisogno di più vaste indagini».
Allo stesso modo Boezio si pone il problema se i generi e le specie siano realtà esistenti di per sé, come esistono realmente i singoli individui, e se, in questo caso, siano realtà spirituali o materiali e, se materiali, esistano in unione con le realtà sensibili o se siano separate; oppure, non esistendo di per sé, se siano semplici categorie dello spirito umano che le abbia concepite per necessità di linguaggio.
La risposta di Boezio è che «Platone ritiene che i generi, le specie e gli altri universali non siano soltanto conosciuti separatamente dai corpi, ma che esistano e sussistano indipendentemente da quelli; invece Aristotele pensa che gli incorporei e gli universali sono sì oggetto di conoscenza, ma che non sussistono che nelle cose sensibili. Quale di queste opinioni sia la vera, io non ho avuto l'intenzione di decidere, perché è compito di più alta filosofia. Noi abbiamo deciso di seguire l'opinione di Aristotele, non perché l'approviamo totalmente ma perché questo libro l'Isagoge di Porfirio è scritto seguendo le Categorie di Aristotele».
Boezio tuttavia dà una risposta al problema degli universali, prendendola da Alessandro d'Afrodisia: il pensiero umano è in grado di separare dagli oggetti sensibili nozioni astratte, come quelle di "animale" e di "uomo"; anche se il genere e la specie non potessero esistere separati dal corpo, non per questo ci è impedito di pensarli separatamente da esso. I cinque predicabili o universali, se non sono delle sostanze, come vuole Aristotele, sono allora dei concetti (intellectus): «uno stesso soggetto è universale quando lo si pensa ed è singolare quando lo si coglie con i sensi nelle cose»; platonicamente, egli riafferma così l'esistenza di oggetti propri della mente che non possono essere conosciuti sensibilmente. Boezio non riprende la teoria aristotelica dell'intelletto agente, che spiegherebbe come sia possibile al pensiero separare ciò che è unito: nel suo commento all'Isagoge questa operazione di astrazione resta inspiegata ma verrà ripresa, in diversa forma, nel De consolatione philosophiae.

### Il Cristianesimo di Boezio

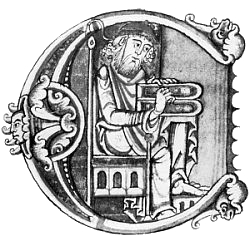
Boezio.

Sono quattro gli scritti boeziani che trattano di questioni teologiche: il Contra Eutychen et Nestorium, o De persona et duabus naturis in Christo, dedicato a un diacono Giovanni, che potrebbe essere il futuro papa Giovanni I, fu composto nel 512 come contributo al controverso dibattito sulla persona e sulla natura, umana e divina, di Cristo. Eutiche sosteneva l'esistenza in Cristo di una natura divina in una persona divina, mentre Nestorio, sostenendo l'identità di persona e natura, sosteneva che Cristo avesse avuto due nature, una divina e una umana e perciò anche due persone, una divina e una umana. Boezio si preoccupa innanzitutto di chiarire i significati delle parole, affinché non si creino contrasti dovuti a semplici fraintendimenti.
Distingue tre diversi significati del termine «natura», natura come «predicato di tutte le cose esistenti», natura come «predicato di tutte le sostanze corporee e incorporee» e natura come «differenza specifica che dà forma a qualsiasi realtà»; definisce poi con "persona" una «sostanza individua di natura razionale» riferibile agli uomini, agli angeli e a Dio. Scrive infatti (Contra Eutychen, 2, 3): «la persona non si può mai applicare agli universali, ma soltanto ai particolari e agli individui: non esiste infatti la persona dell'uomo in genere o dell'uomo in quanto animale. Pertanto se la persona appartiene soltanto alle sostanze e soltanto a quelle razionali, se ogni natura è una sostanza, e se la persona sussiste non negli universali ma soltanto negli individui, essa si può così definire: "la sostanza individua di natura razionale"».
Ma Boezio non pretende di aver dato una parola definitiva sulla controversia: occorre che sia «il linguaggio ecclesiastico a scegliere il nome più adatto»; per quello che lo riguarda, egli dichiara di non essere «tanto vanitoso da anteporre la mia opinione a un giudizio più sicuro. Non è in noi la sorgente del bene e nelle nostre opinioni non vi è nulla che dobbiamo preferire a ogni costo; da Colui che solo è buono derivano tutte le cose veramente buone». Intorno al 518 fu composto il De hebdomadibus, o Ad eundem quomodo substantiae in eo quod sint, bonae sint, cum non sint substantialia sint, ossia In che modo le sostanze siano buone in quel che sono, pur non essendo beni sostanziali, ove Boezio distingue, nell'ente, l'essere e il «ciò che è» l'id quod est, cioè il soggetto individuale che possiede l'essere: per Boezio «l'essere non è ancora, ma ciò che ha ricevuto la forma dell'essere, quello è e sussiste».
Stabilito che «tutto ciò che è tende al bene», si pone il problema se possano definirsi buoni gli enti finiti, la cui essenza non è la bontà; distingue allora i beni che sono tali in sé dai «beni secondi», ossia quelli che lo sono in quanto partecipano della bontà, per giungere alla conclusione che anche il «bene secondo» è buono, essendo «scaturito da quello il cui essere stesso è buono», ossia dal primo Essere che è anche e necessariamente il primo Bene. Nel De sancta Trinitate o Quomodo trinitas unus Deus, uno scritto successivo al 520, si pone il problema se a Dio, come a tutte le persone della Trinità, si applichino le categorie della logica, e se dunque siano una sostanza e se sia possibile che abbiano degli attributi; lo stesso tema, in forma sintetica, è espresso nell'Ad Johannem diaconum utrum Pater et Filius et Spiritus Sanctus de divinitate substantialiter praedicentur.
L'autenticità degli  Opuscola sacra (tranne il De fide catholica) è stata confermata dalla scoperta di un frammento di Cassiodoro (probabilmente scritto nel 522) noto come Anecdoton Holderi,  avvenuta nel 1877.

### IlDe consolatione philosophiae

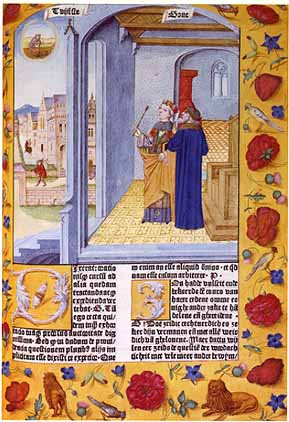
La consolazione della filosofia, miniatura del 1485.

Scritta durante la carcerazione, i cinque libri del De consolatione si presentano come un dialogo nel quale la Filosofia, personificata da «una donna di aspetto oltremodo venerabile nel volto, con gli occhi sfavillanti e acuti più della normale capacità umana; di colorito vivo e d'inesausto vigore, benché tanto avanti con gli anni da non credere che potesse appartenere alla nostra epoca», dimostra che l'afflizione patita da Boezio per la sventura che lo ha colpito non ha in realtà bisogno di alcuna consolazione, rientrando nell'ordine naturale delle cose, governate dalla Provvidenza divina.
Si può dividere l'opera in due parti, una costituita dai primi due libri e l'altra dagli ultimi tre. È una distinzione che corrisponde a quanto raccomandato dallo stoico Crisippo nella cura delle afflizioni: quando l'intensità della passione è al culmine, prima di ricorrere ai rimedi più efficaci, occorre attendere che essa si attenui. Così infatti si esprime la Filosofia (I, VI, 21): «siccome non è ancora il momento per rimedi più energici, e la natura della mente è tale che, respingendo le vere opinioni, subito si riempie di errori, dai quali nasce la caligine delle perturbazioni che confonde l'intelletto, io cercherò di attenuare a poco a poco questa oscurità in modo che, rimosse le tenebre delle passioni ingannevoli, tu possa conoscere lo splendore della luce vera».
Una medicina leggera, «qualcosa di dolce e di piacevole che, penetrato al tuo interno, apra la strada a rimedi più efficaci», è la comprensione della natura della fortuna, esposta nel II libro utilizzando temi della filosofia stoica ed epicurea. La fortuna (II, I, 10 e segg.) «era sempre la stessa, quando ti lusingava e t'illudeva con le attrattive di una felicità menzognera [...] se l'apprezzi, adeguati ai suoi comportamenti, senza lamentarti. Se aborrisci la sua perfidia, disprezzala [...] ti ha lasciato colei dalla quale nessuno può essere sicuro di non essere abbandonato [...] ti sforzi di trattenere la ruota della fortuna, che gira vorticosamente? Ma, stoltissimo fra tutti i mortali, se si fermasse, non sarebbe più lei». Del resto, quello che la fortuna ci dà, saremo noi stessi a doverlo abbandonare in quell'ultimo giorno della nostra vita che (II, III, 12) «è pur sempre la morte della fortuna, anche della fortuna che dura. Che importanza credi allora che abbia, se sia tu a lasciarla morendo, o se sia lei a lasciarti, fuggendo?».
Se dunque ci rende infelice tanto il suo abbandono durante la nostra vita, quanto il fatto che, morendo, dobbiamo abbandonare i doni che quella ci ha elargito in vita, allora la nostra felicità non può consistere in quei doni effimeri, in cose mortali, e neppure nella gloria, nel potere e nella fama, ma deve essere dentro noi stessi. Si tratta allora di conoscere «l'aspetto della felicità vera», dal momento che ciascuno (III, II, 1) «per vie diverse, cerca pur sempre di giungere a un unico fine, che è quello della felicità. Tale fine consiste nel bene: ognuno, una volta che l'abbia ottenuto, non può più desiderare altro». Dimostrato che (III, IX, 2) «con le ricchezze non si ottiene l'autosufficienza, non la potenza con i regni, non con le cariche il rispetto, non con la gloria la fama, né la gioia con i piaceri», tutti beni imperfetti, occorre determinare la forma del bene perfetto, «questa perfezione della felicità».
Ora, il bene perfetto, il «Sommo Bene», è Dio, dal momento che, secondo Boezio, sviluppando una concezione neoplatonica (III, X, 8) «la ragione dimostra che Dio è buono in modo da poterci convincere che in lui vi è anche il bene perfetto. Se infatti non fosse tale, non potrebbe essere l'origine di ogni cosa; vi sarebbe altro, migliore di lui, in possesso del bene perfetto, a lui precedente e più prezioso; è chiaro che le cose perfette precedono quelle imperfette. Pertanto, per non procedere all'infinito col ragionamento, dobbiamo ammettere che il sommo Dio sia del tutto pieno del bene sommo e perfetto; ma s'era stabilito che il bene perfetto sia la vera felicità: dunque la vera felicità è posta nel sommo Dio».
Nel IV libro (I, 3) Boezio pone il problema di come «pur esistendo il buon reggitore delle cose, i mali esistano comunque ed siano impuniti [...] e non solo la virtù non venga premiata ma sia persino calpestata dai malvagi e punita al posto degli scellerati». La risposta, secondo lo schema platonico, della Filosofia, è che tutti, buoni e malvagi, tendono al bene; i buoni lo raggiungono, i malvagi non riescono a raggiungerlo per loro propria incapacità, mancanza di volontà, debolezza. Perché infatti i malvagi (IV, II, 31 - 32) «abbandonata la virtù, ricercano i vizi? Per ignoranza di ciò che è bene? Ma cosa c'è di più debole della cecità dell'ignoranza? Oppure sanno cosa cercare ma il piacere li allontana dalla retta via? Anche in questo caso si dimostrano deboli, a causa dell'intemperanza che impedisce loro di opporsi al male? oppure abbandonano il bene consapevolmente e si volgono al vizio? Ma anche così cessano di essere potenti e cessano persino di essere del tutto». Infatti il bene è l'essere e chi non raggiunge il bene è privo necessariamente dell'essere: dell'uomo ha solo la parvenza: «tu potresti chiamare cadavere un uomo morto, ma non semplicemente uomo; così, i viziosi sono malvagi ma nego che essi siano in senso assoluto».

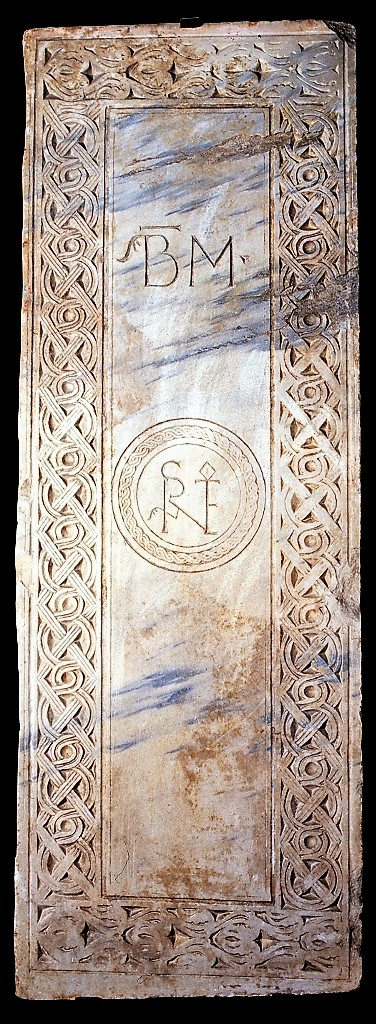
La lastra tombale di Severino Boezio, VI secolo, Pavia, Musei Civici

Nel quinto e ultimo libro Boezio tratta il problema della prescienza e provvidenza divina e del libero arbitrio. Definito il caso (I, I, 18) «un evento inaspettato prodotto da cause che convergono in cose fatte per uno scopo determinato», per Boezio il concorrere e confluire di quelle cause è «il prodotto di quell'ordine che, procedendo per inevitabile connessione, discende dalla provvidenza disponendo le cose in luoghi e in tempi determinati». Il caso, dunque, non esiste in sé stesso, ma è l'evento di cui gli uomini non riescono a stabilire le cause che lo hanno determinato. È compatibile allora il libero arbitrio dell'uomo con la presenza della prescienza divina e a cosa dovrebbe servire pregare che qualcosa avvenga o meno, se già tutto è stabilito? La risposta della Filosofia è che la previdenza di Dio non dà necessità agli eventi umani: essi restano la conseguenza della libera volontà dell'uomo anche se sono previsti da Dio.
Ma questo stesso problema, così posto dall'uomo, non è nemmeno corretto. Dio è infatti eterno, nel senso che non è soggetto al tempo; per lui non esiste il passato e il futuro, ma un eterno presente; il mondo, invece, anche se non avesse avuto nascita, sarebbe perpetuo, ossia soggetto al mutamento e dunque soggetto al tempo; nel mondo esiste pertanto un passato e un futuro. La conoscenza che Dio ha delle cose non è a rigore un "vedere prima", una pre-videnza, ma una provvidenza, un vedere nell'eterno presente tanto gli eventi necessari, come sono quelli regolati dalle leggi fisiche, che gli eventi determinati dalla libera volontà dell'uomo.
La fortuna della Consolazione fu notevole per tutto il Medioevo, così da fare del suo autore una delle fonti più autorevoli del pensiero cristiano, per quanto l'opera si fondi sulle tradizioni stoiche e soprattutto neoplatoniche; essa tuttavia si manifesta come ultima autorevole affermazione della libertà del pensiero in complementarità con la fede espressa in sue altre opere, come dimostra il fatto che Boezio non abbia mai citato Cristo in un'opera di tale natura e composta a un passo dalla morte - tanto che già nel X secolo il monaco sassone Bovo di Corvey dirà, a questo riguardo, che nella Consolazione sembra che la Filosofia abbia scacciato Cristo. Allievo della scuola neoplatonica di Atene, Boezio trovò negli insegnamenti della classica tradizione neoplatonica esempi di direttiva morale pienamente sufficienti rispetto a quanto poteva trovare nel Cristianesimo, del quale, non a caso, come mostrano i suoi Opuscoli teologici, si occupò soltanto per problemi relativi unicamente alla dogmatica e mai alla morale e al destino dell'uomo.

#### Lo stile
La De consolatione philosophiae è un esempio di prosimetro, una composizione in cui la poesia si alterna alla prosa, secondo un modello che viene fatto risalire al filosofo cinico Menippo di Gadara nel III secolo a.C. e introdotto a Roma nel I secolo a.C. da Varrone; molto probabilmente Boezio tenne presente il De nuptiis Mercurii et Philologiae di Marziano Capella, opera di struttura analoga, composta circa un secolo prima. Boezio, nelle opere precedenti, frutto di elaborazioni teologiche, di commenti e di traduzioni, non si era preoccupato di dare dignità letteraria ai suoi scritti; nella Consolazione ha voluto affermare la propria appartenenza alla tradizione latina, con una trasparente imitazione del dialogo platonico attraverso i modelli di Cicerone e di Seneca, così da porsi, nel versante sia letterario che filosofico, come l'ultimo classico romano.

## Le opere discusse
A Boezio furono attribuite altre opere, come la De fide catholica o Brevis fidei christianae complexio, che sembra appartenere a quel suo allievo Giovanni nel quale si è voluto riconoscere Papa Giovanni I. Anche se ancora oggi vi è discussione sull'attribuzione a Boezio, l'impostazione catechistica dell'opera, che tratta delle verità essenziali del Cristianesimo, quali la Trinità, il peccato originale, l'Incarnazione, la Redenzione e la Creazione, porterebbero a escludere una paternità boeziana.
Attribuita a Mario Vittorino la De definitione e a Domenico Gundisalvo la De unitate et uno, resta tuttora non definito l'autore della De disciplina scholarium, anch'essa attribuita a suo tempo a Boezio.
La discussa paternità degli Opuscola sacra è stata invece confermata, come già specificato.

## Culto
La figura di Boezio fu molto stimata nel Medioevo. Le sue vicissitudini avevano molte analogie con la vita di San Paolo, ingiustamente imprigionato e martire.
Il poeta Dante Alighieri nomina Boezio nella Divina Commedia e nel Convivio, dove afferma (II, 12) di averne iniziato gli studi quando, dopo la morte di Beatrice, si era dedicato alla filosofia. Nel Paradiso di Dante, Boezio è uno degli spiriti sapienti del IV Cielo del Sole (Par., X, 124-126), che formano la prima corona di dodici spiriti in cui è presente anche san Tommaso d'Aquino.
Dal Martirologio Romano al 23 ottobre: "A Pavia, commemorazione di san Severino Boezio, martire, che, illustre per la sua cultura e i suoi scritti, mentre era rinchiuso in carcere scrisse un trattato sulla consolazione della filosofia e servì con integrità Dio fino alla morte inflittagli dal re Teodorico".

## Opere

Inter latinos Aristotelis interpretes et aetate primi, et doctrina praecipui dialectica, 1547. Da BEIC, biblioteca digitale

La Consolazione della filosofia (524-525) fu tradotta in lingua anglosassone dal re Alfredo il Grande
Le date di composizione sono tratte da Philip Edward Phillips, "Anicius Manlius Severinus Boethius: A Chronology and Selected Annotated Bibliography", in Noel Harold Kaylor Jr., & Philip Edward Phillips, (a cura di), A Companion to Boethius in the Middle Ages, Leiden, Brill, 2012, pp. 551–589.
Opere matematiche
- De institutione arithmetica (c. 500) adattamento delle Introductionis Arithmeticae di Nicomaco di Gerasa (c. 160 - c. 220).
- De Institutione musica (c. 510), si basa su un'opera perduta di Nicomaco di Gerasa e sulla Harmonica di Tolomeo.

Opere logiche
A) Traduzioni dal greco
- Porphyrii isagoge (traduzione dell'Isagoge di Porfirio)
- In categorias Aristotelis
- De interpretatione vel periermenias
- Interpretatio priorum analyticorum (due versioni)
- Interpretatio topicorum Aristotelis
- Interpretatio elenchorum sophisticorum Aristotelis

B) Commenti a Porfirio, Aristotele e Cicerone
- In isagogen Porphyrii commenta (due versioni, la prima basata sulla traduzione di Gaio Mario Vittorino, (c. 504-505); la seconda sulla sua traduzione (507-509).
- In Aristotelis categorias (c. 509-511)
- In librum Aristotelis de interpretatione commentaria minora (non prima del 513)
- In librum Aristotelis de interpretatione commentaria maiora  (c. 515-516)
- In Aristotelis analytica priora (due versioni) (c.520-523)
- Commentaria in topica Ciceronis (incompleta: manca la fine del sesto libro e tutto il settimo)

Opere originali
- De syllogismo cathegorico (505-506)
- De divisione (515-520?)
- De hypotheticis syllogismis (c. 516-522)
- In Ciceronis topica (prima del 522)
- De topicis differentiis (prima del 523)
- Introductio ad syllogismos cathegoricos (c. 523)
- Opuscola sacra («trattati teologici») (c. 520), la cui discussa paternità è stata recentemente confermata,[23] come indicato più sopra
  - De Trinitate (c. 520-521)
  - Utrum Pater et Filius et Spiritus Sanctus de divinitate substantialiter praedicentur (Se "Padre" "Figlio" e "Spirito Santo" siano predicati sostanzialmente della Divinità)
  - Quomodo substantiae in eo quod sint bonae sint cum non sint substantialia bona conosciuto anche col titolo De hebodmadibus (In che modo le sostanze siano buone in quel che sono, pur non essendo beni sostanziali)
  - De fide catholica(non certa)
  - Contra Eutychen et Nestorium

Frammenti di un trattato sulla geometria sono pubblicati in Menso Folkerts (a cura di), Boethius' Geometrie II. Ein mathematisches Lehrbuch des Mittelalters, Wiesbaden, Franz Steiner, 1970.

### Edizioni
- Severino Boezio, Dialectica, Venetiis, apud Iuntas, 1547.
- Manlii Severini Boethii Opera Omnia, Patrologiae cursus completus, Series latina, vol. 63 e 64, 1882 - 1891.
- Anicii Manlii Severini Boethii Opera, I-II, Turnholt 1957-1999
- Anicius Manlius Severinus Boethius Torquatus, De consolatione philosophiae. Opuscula theologica, ed. C. Moreschini, editio altera, Monachii - Lipsiae, 2005 (editio prior 2000)

### Traduzioni italiane
- Boezio Severino Delle consolazione della filosofia, Tradotto dalla Lingua Latina in Volgar Fiorentino da Benedetto Varchi, Con Annotazioni a margine e Tavola delle cose più segnalate. Si aggiunge la Vita dell'Autore..., in Venezia, MDCCLXXXV, presso Leonardo Bassaglia, Venezia, 1785.[25]
- La consolazione della Filosofia, traduzione di Umberto Moricca, Firenze, Salani, 1921.
- Philosophiae consolatio, testo con introduzione e trad. di Emanuele Rapisarda, Catania, Centro di Studi sull'antico Cristianesimo, 1961.
- La consolazione della filosofia, traduzione di R. Del Re, Roma, Edizioni dell'Ateneo, 1968.
- Trattato sulla divisione, traduzione di traduzione, introduzione e commento di Lorenzo Pozzi, Padova, Liviana Editrice, 1969.
- De hypotheticis syllogismis, testo latino, traduzione, introduzione e commento di Luca Obertello, Brescia, Paideia, 1969.
- La consolazione della filosofia, introduzione di Christine Mohrmann, trad. di Ovidio Dallera, Collana BUR, Milano, Rizzoli, 1970.
- La Consolazione della filosofia. Gli Opuscoli teologici, traduzione di A. Ribet, a cura di Luca Obertello, Collana Classici del pensiero, Milano, Rusconi, 1980, ISBN 978-88-182-2484-9.
- De Institutione musica, testo e traduzione di Giovanni Marzi, Roma, 1990.
- La consolazione della filosofia, a cura di Claudio Moreschini, Collezione Classici Latini, Torino, UTET, 1994, ISBN 978-88-020-4825-3.
- La consolazione di Filosofia, A cura di Maria Bettetini. Traduzione di Barbara Chitussi, note di Giovanni Catapano. Testo latino a fronte, Collana NUE, Torino, Einaudi, 2010, ISBN 978-88-061-9973-9.
- I valori autentici, a cura di M. Jovolella, Collana Oscar Saggezze, Milano, Mondadori, 2010, ISBN 978-88-046-0023-7.
- La ricerca della felicità (Consolazione della Filosofia III), A cura di M. Zambon, Collana Letteratura universale.Il convivio, Venezia, Marsilio, 2011, ISBN 978-88-317-0827-2.
- Il De topicis differentiis di Severino Boezio, a cura di Fiorella Magnano, Palermo, Officina di Studi Medievali, 2014.
- Le differenze topiche. Testo latino a fronte, A cura di Fiorella Magnano, Collana Il pensiero occidentale, Milano, Bompiani, 2017, ISBN 978-88-452-9399-3.